# 県道164号 (台湾)
県道164号（けんどう164ごう）は、雲林県口湖郷から嘉義県民雄郷を結ぶ、全長30.966kmの台湾の県道である。台19線と県道159号と県道157号のそれぞれと重複区間がある。

## 通過する自治体
- 雲林県
  - 口湖郷
  - 水林郷
  - 北港鎮
- 嘉義県
  - 六脚郷
  - 新港郷
  - 民雄郷

## 接続する道路
- 台17線
- 台61線
- 台19線
- 台19線
- 県道159号
- 台37線
- 県道159号
- 県道157号
- 県道157号
- 国道1号（インターチェンジ）
- 台1線

## 施設
- 口湖インターチェンジ
- 菁埔國小学校
- 民雄インターチェンジ
- 民雄国中学校